# Huttok

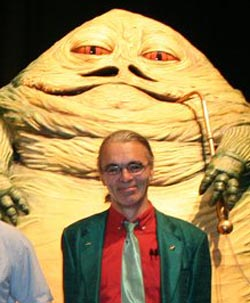
Jabba, a hutt, talán a legismertebb a huttok közül (a képen Toby Philpottal, a figura egyik bábosával)

A huttok a Csillagok háborúja elképzelt univerzumának egyik értelmes népe. A huttok a bűnszövetkezeteikről váltak ismertté, számtalan huttok által vezetett bűnszervezet van galaxisszerte, de kis számban tisztes foglalkozást űzők is vannak, kutató, mérnök, sőt jedilovag is akad köztük.

## Történetük
Szülőbolygójuk a Varl volt, ami korábban a Rakata Végtelen Birodalomhoz tartozott. Mikor a Varl két napja, az Ardos és Evona közül az Evona fekete lyukká vált, a kataklizma következtében a bolygó légköre és holdjai megsemmisültek. A huttok ezen korai időszaka bizonytalan, legendákba vesző; nem tisztázott az sem, hogy maguk találták e fel a csillagközi űrutazáshoz való technológiát, vagy más fajok révén tettek szert rá. Ezután Y. e. 15 000-ben a huttok elfoglalták Nal Huttát (hutt nyelvű jelentése: Pompás Ékszer; evocii nyelven Evocar néven ismert) az evociiktól. Az utóbbi bolygó vált a hutt terület fővárosává. A bolygóra a huttok magukkal hurcolták szolgáikat, és egyúttal legközelebbi rokonaikat, a t'landa tilokat, amelyek szintén a Varlon fejlődtek ki. (Varli eredetűnek tartják még a rybet nevű hüllőszerű humanoidokat is.) Nal Hutta legnagyobb holdján, a Nar Shaddaán szintén vannak hutt települések. 

## Leírásuk
A huttok átlagmagassága 3-3,9 méter. Testfelépítésük a Földön található szárazföldi csupaszcsigákéra hasonlít, és mint a földi csigák, a huttok is hímnősek. A huttok tetszésük szerint élhetnek férfiként vagy nőként. Testük legnagyobb része a hatalmas járófelületből áll, amely vastag farokban végződik. Láb híján bőrizomtömlővel csúszva mozognak. Fejük hatalmas, óriás szájjal és két nagy szemmel. A két karjuk a testükhöz képest eléggé rövid. Szemszínük sárga vagy vörös. Bőrszínük lehet narancssárga, zöld, kék, barna, lila, türkiz vagy rózsaszín. Kedvenc táplálékaik közé békákhoz hasonló vízi élőlények tartoznak, ezeket gyakorta nyersen fogyasztják el.
Az átlag hutt akár 1000 standard évig is élhet, a testük pedig más fajokhoz képest sokkal jobban képes a regenerálódásra.

## Társadalom
A huttok társadalmát alapvetően az általuk vezetett bűnszervezetek és a befolyásuk alá tartozó rendszerek irányítása határozza meg. A huttok a hatalmuk miatt meglehetősen dölyfös, beképzelt lények, legalábbis azok, akik valamely bűnszervezet élén állnak. A hutt űr felett az úgynevezett „Hutt Nagytanács” rendelkezik, ami olyan huttokból áll, akik a legidősebb, származásukat állítólag a varli időkig visszavezetni képes egyedekből kerülnek ki.

## Megnevezett huttok
- Jabba Desilijic Tiure, ismertebb nevén Jabba, a hutt – az egyik legismertebb és legrettegettebb hutt csempészfejedelem és gengszter volt a galaxisban
- Arok – a klónháborúk idején a Hutt Nagytanács egyik idősebb tagja
- Aruk Besadii Aora vagy Nagy Aruk – egy bűnszövetkezet vezére
- Beldorion – Jedi lovag
- Borvo – egy bűnszövetkezet vezére és csempész
- Bareesh Fenn'ak Torill – egy bűnszövetkezet vezére a Nar Shaddaa nevű holdon
- Durga Besadii Tai – Aruk Besadii Aora örököse
- Drooga – egy gazdag hutt
- Gardulla Besadii, idősebb – tatuini bűnszövetkezet vezetője; Anakinnak és Shminek az eredeti tulajdonosa
- Gorga Desilijic Aarrpo – Jabba unokaöccse
- Juvard Illip Oggurobb – tudós és feltaláló; a droidok fejlesztésében játszik nagyobb szerepet
- Karagga – egy bűnszövetkezet vezére
- Kossak Inijic Ar'durv – Y. e. 25 100-ben a Hutt–Xim konfliktus idején hadvezér
- Mama – több főbb huttnak is az „anyja”
- Marlo – a Hutt Nagytanács egyik idősebb tagja
- Oruba – a Hutt Nagytanács egyik idősebb tagja
- Qiltakka – hutt báró-sebész
- Rotta – Jabba gyereke
- Suudaa Nem'ro – egy bűnszövetkezet vezére
- Tanda – egy hutt űrállomás igazgatója
- Voontara Fa'athra – igen befolyásos hutt; Suudaa Nem'ro ellenfele
- Ybann – hutt báró-sebész
- Zax – a Taris nevű bolygón egy kevésbé ismert bűnöző
- Ziro Desilijic Tiure – igen befolyásos bűnszövetkezet vezére; Mama „fia” és Jabba „nagybátya”
- Zorba Desilijic Tiure – igen befolyásos bűnszövetkezet vezére; Ziro testvére; más testvérei: Jiliac Desilijic Tiure és Pazda Desilijic Tiure
- Hoorro Desilijic Tiure – Ziro eltitkolt fia  Koyi Nem'ro-tól

## Megjelenésük a filmekben, könyvekben és videójátékokban
Talán a legismertebb hutt Jabba; először az 1983-ban bemutatott A jedi visszatér című filmben bukkant fel – utólag helyezték el az 1977-ben bemutatott Egy új remény című filmben (az eredetileg kivágott jelenetben még egy kövér ember volt Jabba, akit egy animált figurára cseréltek). Azóta több filmben és A klónok háborúja című televíziós sorozat több részében is kapott szerepet. A televíziós sorozatban Jabba rokonai is láthatók. A huttok, mivel igen fontos szerepet játszanak a Csillagok háborúja univerzumban, számos könyvben, képregényben és videójátékban is jelen vannak.

## Jegyzet
1. ↑  Rybet a Wookieepedián

## Fordítás
- Ez a szócikk részben vagy egészben a Hutt című Wookieepedia-szócikk fordítása. Az eredeti cikk szerkesztőit annak laptörténete sorolja fel.